# Hrabstwo Lake (Tennessee)
Hrabstwo Lake (ang. Lake County) – hrabstwo w stanie Tennessee w Stanach Zjednoczonych. Obszar całkowity hrabstwa obejmuje powierzchnię 193,79 mil² (501,91 km²). Według szacunków United States Census Bureau w roku 2009 miało 7303 mieszkańców.
Hrabstwo powstało w 1870 roku. 
Hrabstwo należy do nielicznych hrabstw w Stanach Zjednoczonych należących do tzw. dry county, czyli hrabstw gdzie decyzją lokalnych władz obowiązuje całkowita prohibicja.

## Miasta
- Ridgely
- Tiptonville[6]

| Populacja hrabstwa w poprzednich latach | Populacja hrabstwa w poprzednich latach |
| Rok                                     | Liczba ludności                         |
| --------------------------------------- | --------------------------------------- |
| 1980                                    | 7280                                    |
| 1990                                    | 7129                                    |
| 2000                                    | 7954                                    |
| 2005                                    | 7583                                    |